# Hakim
Hakim (árabe: حكيم‎) (Cairo, Egito, 12 de fevereiro de 1962) é um cantor egípcio do estilo Sha'abi. Destaca-se também em outros estilos árabes, como Al Jeel e músicas para Dança do Ventre. Em 11 de dezembro de 2006, foi a primeira pessoa de um país árabe a realizar uma apresentação na premiação do Nobel da Paz.

## Discografia
- Nazra (1992)
- Nar (1994)
- Efred (1997)
- Hayel (1998)
- Yaho (2000)
- Talakik (2002)
- Taminy Alek (2004)
- El Youm Dol (2004)
- Kolo Yoross (2005)
- Lela (2006)
- Tigy Tigy (2007)NNRPTPTIJBCNMRDKLGB